# Portret rodzinny we wnętrzu
Portret rodzinny we wnętrzu (wł. Gruppo di famiglia in un interno) – włosko-francuski dramat psychologiczny z 1974 roku w reżyserii Luchino Viscontiego.

## Fabuła
Emerytowany amerykański profesor (Burt Lancaster) żyje samotnie w luksusowym pałacu w Rzymie wśród XVIII-wiecznych obrazów. Jego spokój zakłócają wulgarna włoska markiza (Silvana Mangano) i jej towarzysze: kochanek (Helmut Berger), córka (Claudia Marsani) i chłopak córki (Stefano Patrizi). Zostaje nakłoniony do wynajęcia im apartamentu na wyższym piętrze pałacu. Ta hałaśliwa grupa wprowadza chaos w jego życie poprzez swoje machinacje.

## Obsada
- Burt Lancaster jako profesor
  - Massimo Foschi jako profesor (głos)
- Helmut Berger jako Konrad Huebel
  - Adalberto Maria Merli jako Konrad Huebel (głos)
- Silvana Mangano jako Bianca Brumonti
- Claudia Marsani jako Lietta Brumonti
  - Roberta Paladini jako Lietta Brumonti (głos)
- Stefano Patrizi jako Stefano
  - Renato Cortesi jako Stefano (głos)
- Elvira Cortese jako Erminia
- Philippe Hersent jako porter
- Guy Tréjan jako handlarz sztuką
- Jean-Pierre Zola jako Blanchard
- Romolo Valli jako Michelli
- Dominique Sanda jako matka profesora
  - Livia Giampalmo jako matka profesora (głos)
- Claudia Cardinale jako żona profesora
- Umberto Raho
- Enzo Fiermonte

## Produkcja
Zdjęcia kręcono w Rzymie.